# Тем'ясовська сільська рада
Тем'я́совська сільська рада (рос. Темясовский сельский совет) — муніципальне утворення у складі Баймацького району Башкортостану, Росія. Адміністративний центр — село Тем'ясово.

## Історія
29 грудня 2006 року до складу сільради були виключені присілки Верхньотагірово та Нижньотагірово Біляловської сільради.

## Населення
Населення — 5454 особи (2019, 5690 в 2010, 5797 в 2002).

## Склад
До складу поселення входять такі населені пункти:
| Населений пункт           | Населення, осіб (2002) | Населення, осіб (2010) |
| ------------------------- | ---------------------- | ---------------------- |
| Амінево, присілок         | 284                    | 277                    |
| Бетеря, присілок          | 339                    | 323                    |
| Верхньотагірово, присілок | 96                     | 99                     |
| Ішей, село                | 363                    | 326                    |
| Кожзавода, присілок       | 152                    | 148                    |
| Нижньотагірово, присілок  | 552                    | 498                    |
| Сакмар, присілок          | 475                    | 472                    |
| Саксай, присілок          | 19                     | 18                     |
| Тем'ясово, село           | 3517                   | 3529                   |